# Zosterop cellut
El zosterop cellut (Heleia superciliaris) és un ocell de la família dels zosteròpids (Zosteropidae).
Habita boscos de les muntanyes de les illes de Sumbawa i Flores (Indonèsia), a les Petites de la Sonda occidentals.